# Lachlania dencyannae
Lachlania dencyannae is een haft uit de familie Oligoneuriidae. De wetenschappelijke naam van de soort is voor het eerst geldig gepubliceerd in 1970 door Koss.
De soort komt voor in het Nearctisch gebied.